# حمید استیلی

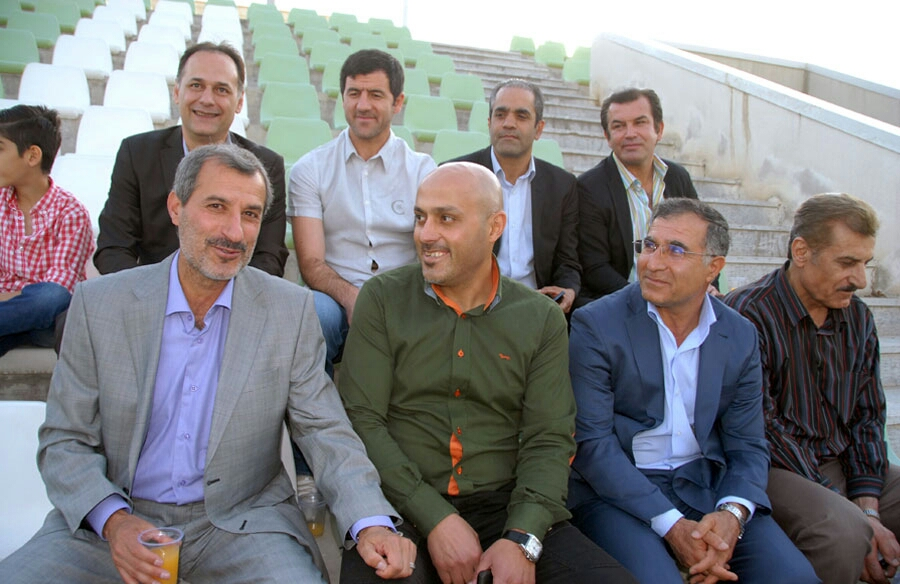
حمید استیلی (نفر نخست از راست-بالا) در میان چندتن از اهالی فوتبال ایران

حمیدرضا استیلی (زادهٔ ۱۲ فروردین ۱۳۴۹) بازیکن سابق و مربی فوتبال اهل ایران است. او ۸۲ بازی ملی در کارنامه خود دارد و بیشتر فعالیت‌های باشگاهی خود را در پرسپولیس گذرانده‌ است. گلی که استیلی برای تیم ملی ایران به تیم ملی آمریکا (در رقابت‌های جام جهانی ۱۹۹۸) زد، ماندگار شد و بازتاب فراوانی یافت. این گل بعدها به‌عنوان گل قرن انتخاب شد. حمید استیلی در ۸۲ بازی ملی با ۱۶ گل زده (۱۲ گل ثبت شده در فیفا) که در پست او (هافبک)، آمار گل خوبی به حساب می‌آید؛ استیلی در دوران حضور در تیم ملی ایران، یکی از بازیکنان تأثیرگذار  به‌شمار می‌رفت.

## زندگی شخصی
حمید استیلی در محلهٔ چهارصد دستگاه نازی‌آباد تهران به دنیا آمد و اصالت او به روستای اسطلو در شهرستان سراب (استان آذربایجان شرقی) می‌رسد. وی از دوران کودکی علاقه زیادی به فوتبال داشت و با امکانات اندک در آن زمان، وارد این رشته شد و توانست به تدریج در رده‌های سنی گوناگون تیم ملی فوتبال ایران حضور پیدا کند.

## فعالیت‌های باشگاهی
استیلی در مدت بازیگری فوتبال، شاگرد مربیانی چون فیروز کریمی، فرهاد کاظمی، علی پروین، جلال طالبی، غلامحسین مظلومی، منصور پورحیدری و بیژن ذوالفقارنسب بوده‌ است. وی سابقه حضور در باشگاه‌های استقلال جنوب، پاس تهران، پرسپولیس، بهمن کرج، القادسیه کویت و گیلانگ سنگاپور را دارد. استیلی از سال ۱۳۶۳ در ترکیب اصلی پاس تهران جای گرفت و ۸ سال بعد به پرسپولیس رفت؛ در سال  ۱۳۷۲ از پرسپولیس جدا شد و سال ۷۷ مجدداً به این باشگاه بازگشت. وی در سال ۱۳۸۳ و بعد از بازی با سپاهان، از فوتبال باشگاهی خداحافظی کرد.

## فعالیت‌های ملی
او در سال ۱۳۶۸ توسط علی پروین به تیم ملی دعوت شد و در دیدار با تیم ملی شوروی، نخستین بازی ملی خود را انجام داد. گل استیلی در جام جهانی ۱۹۹۸ که با ضربه سر به دروازه تیم ملی فوتبال آمریکا زده شد، مورد توجه بسیار قرار گرفت. او که می‌بایست در سال ۲۰۰۰ کاپیتان تیم ملی می‌بود، پیش از بازی با تیم ملی لبنان، بازوبند کاپیتانی را به علی دایی داد.

## آمار ملی

### بازی‌های ملی
| ایران | ایران | ایران |
| سال   | بازی  | گل    |
| ----- | ----- | ----- |
| ۱۹۹۲  | ۱     | ۰     |
| ۱۹۹۳  | ۱۱    | ۲     |
| ۱۹۹۶  | ۱۶    | ۱     |
| ۱۹۹۷  | ۱۸    | ۴     |
| ۱۹۹۸  | ۱۷    | ۱     |
| ۱۹۹۹  | ۶     | ۰     |
| ۲۰۰۰  | ۱۳    | ۴     |
| مجموع | ۸۲    | ۱۲    |

### گل‌های ملی
| شماره | تاریخ          | میزبان | بازی ملی | حریف   | نتیجه | رقابت                        |
| ----- | -------------- | ------ | -------- | ------ | ----- | ---------------------------- |
| ۱     | ۲۵ ژوئن ۱۹۹۳   | تهران  | ۷        | تایوان | ۶–۰   | مقدماتی جام جهانی ۱۹۹۴       |
| ۲     | ۴ ژوئیه ۱۹۹۳   | دمشق   | ۱۰       | تایوان | ۶–۰   | مقدماتی جام جهانی ۱۹۹۴       |
| ۳     | ۱۴ ژوئن ۱۹۹۶   | تهران  | ۱۸       | عمان   | ۲–۰   | مقدماتی جام جهانی ۱۹۹۶       |
| ۴     | ۲ ژوئن ۱۹۹۷    | دمشق   | ۲۹       | مالدیو | ۱۷–۰  | مقدماتی جام جهانی ۱۹۹۸       |
| ۵     | ۲ ژوئن ۱۹۹۷    | دمشق   | ۲۹       | مالدیو | ۱۷–۰  | مقدماتی جام جهانی ۱۹۹۸       |
| ۶     | ۲ ژوئن ۱۹۹۷    | دمشق   | ۲۹       | مالدیو | ۱۷–۰  | مقدماتی جام جهانی ۱۹۹۸       |
| ۷     | ۲ سپتامبر ۱۹۹۷ | ابوظبی | ۳۵       | امارات | ۱–۳   | دوستانه                      |
| ۸     | ۲۱ ژوئن ۱۹۹۸   | لیون   | ۵۴       | آمریکا | ۲–۱   | جام جهانی ۱۹۹۸ فرانسه        |
| ۹     | ۳۱ مارس ۲۰۰۰   | حلب    | ۷۴       | مالدیو | ۸–۰   | مقدماتی جام ملت‌های آسیا ۲۰۰۰ |
| ۱۰    | ۱۳ آوریل ۲۰۰۰  | تهران  | ۷۸       | مالدیو | ۳–۰   | مقدماتی جام ملت‌های آسیا ۲۰۰۰ |
| ۱۱    | ۱۲ اکتبر ۲۰۰۰  | بیروت  | ۸۰       | لبنان  | ۴–۰   | جام ملت‌های آسیا ۲۰۰۰         |
| ۱۲    | ۱۲ اکتبر ۲۰۰۰  | بیروت  | ۸۰       | لبنان  | ۴–۰   | جام ملت‌های آسیا ۲۰۰۰         |

## مربیگری

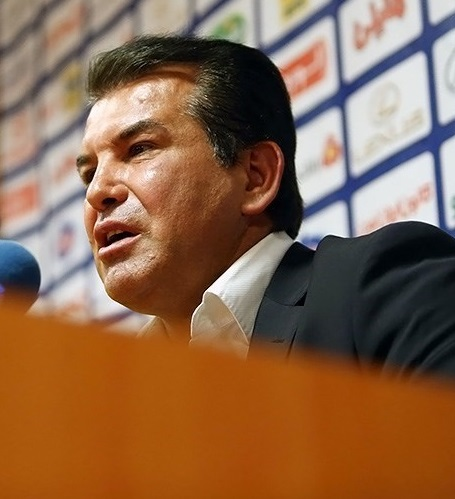
حمید استیلی معارفه به عنوان سرمربی ملوان بندرانزلی

استیلی مدتی دستیار آری هان و سپس مصطفی دنیزلی در باشگاه پرسپولیس بود. وی در زمان افشین قطبی به عنوان کمک مربی اول در پرسپولیس فعالیت می‌کرد. در سال ۱۳۸۸، سرمربی استیل آذین تهران شد و در اواخر لیگ نهم از این تیم کنار گذاشته شد. استیلی در لیگ دهم (چند هفته مانده به شروع لیگ)، به شاهین بوشهر پیوست؛ اما پس از فوت برادرش در فروردین ۱۳۹۰ و به خاطر مسائل روانی، از این سمت استعفا داد.
در تاریخ ۳۱ خرداد ۱۳۹۰ و پس از رد درخواست کمیتهٔ فنی باشگاه پرسپولیس مبنی بر ادامهٔ همکاری علی دایی با پرسپولیس، استیلی توسط کمیتهٔ فنی به عنوان سرمربی این تیم انتخاب شد. او در تاریخ ۱۸ آذر ۱۳۹۰ و پس از شکست ۳ بر صفر مقابل استقلال در بازی مرحله یک چهارم نهایی جام حذفی، از مربیگری پرسپولیس نیز کناره‌گیری کرد. از افتخارات او با پرسپولیس به عنوان سرمربی می‌توان به قهرمانی جام ولایت ۱۳۹۰ اشاره کرد.
وی در اسفند ماه سال ۱۴۰۰ و پس از برکناری شهاب‌الدین عزیزی خادم از ریاست فدراسیون فوتبال ایران و استعفای مجتبی خورشیدی، سرپرست وقت تیم ملی، برای این سمت انتخاب شد.

## تقدیر سید علی خامنه‌ای
سید علی خامنه‌ای، رهبر جمهوری اسلامی، در طی یک دیدار، به خاطر گل حمید استیلی به تیم ملی فوتبال آمریکا پیشانی استیلی را بوسید و او را مورد تقدیر قرار داد. او دربارهٔ این گل به استیلی گفت که هرکسی هم جای استیلی بود، این گل را می‌زد.